# Sephapos Gate
Sephapos Gate ist ein Ort im Distrikt Distrikt Mohale’s Hoek im Königreich Lesotho.

## Lage
Der Ort liegt im Westen des Landes an der Grenze zu Südafrika (Sepapus Gate) auf einer Höhe von ca. 1690 m. In der Nähe liegt die Missionsstation Meeling.

## Klima
Das Klima ist gemäßigt warm.